# Коваленко, Алексей Кузьмич
Алексей (Олекса) Кузьмич Коваленко (укр. Оле́кса Ку́зьмович Ковале́нко; 10 марта 1880, хутор Власов, Воронежская губерния — 1927, Киев) — украинский поэт, переводчик, издатель.

## Биография
Из крестьян. Участник революционного движения. Подвергался гонениям со стороны царских властей, в 17-летнем возрасте был сослан в двухлетнюю ссылку в Сибирь.
После поселился в Калуге. В 1903 вернулся на Украину, поселился в Киеве.
Занялся издательскою деятельностью. В 1906 году основал издательство «Ранок», в 1910 — «Кобза».
Составитель фундаментальной поэтической антологии «Українська муза» (1908). «Українська муза» стала венцом всей творческой деятельности А. Коваленко. Эта большая антология украинской поэзии включала избранные произведения большинства видных украинских поэтов, начиная с 1798 года, в неё вошли произведения 134 авторов, а также биографический и библиографический материал про них. Кроме того, А. Коваленко издал и другие альманахи — «Розвага» (1905), «Терновый венок» (1908), «Досвітні огні», «З неволі».
За публикацию запрещённых стихотворений Т. Шевченко и И. Франко в повторном издании альманаха «Розвага» (1908) привлекался к судебной ответственности.

## Творчество
Как поэт дебютировал в 1900 году. Стихи Коваленко публиковались во многих украинских периодических изданиях Российской империи, Австро-Венгрии и США, в издаваемом И. Франко альманахе «Аккорды» (1903), сборниках «Утренние огни», «Из неволи», журналах «Українська Хата», «Рідний Край», «Иллюстрированная Украина», «Шершень», «Промінь», «Бджола», «Світ», «Руська Хата» (Львов), «Буковина», «Зоря» (Москва), «Рада» (Киев), «Діло», «Руслан», «Свобода» (Америка).
Лучшие произведения автора наполнены мотивами свободы, сочувствия народу, идеями национального возрождения («Народний герой», «Нехай наша доля», «Фантазія», «Не грали нам марші») и др.
А. Коваленко — автор поэтических сборников:
- «Золотий засів» (рус. «Золотой посев») (1910—1911),
- «Срібні роси» («Серебряные росы») (1910—1911),
- «Спів солов’я» («Песнь соловья») (1910—1911).

Перевёл на украинский язык комедию Н. Гоголя «Ревизор», сказку П. Ершова «Конёк-Горбунок», поэму К. Рылеева «Войнаровский», стихотворение А. Пушкина «В Сибирь», рассказы Л. Андреева, Н. Златовратского, «Слово о полку Игореве», стихи Г. Гейне, Э. Верхарна, П. Б. Шелли и др.
Некоторые стихи поэта переложили на музыку украинские композиторы К. Стеценко, П. Сеница.